# Hyles (bướm đêm)
Hyles là một chi bướm đêm thuộc họ Sphingidae.

## Các loài
- Hyles annei - (Guerin-Meneville 1839)
- Hyles apocyni - (Shchetkin 1956)
- Hyles biguttata - (Walker 1856)
- Hyles calida - (Butler 1856)
- Hyles centralasiae - (Staudinger 1887)
- Hyles chamyla - (Denso 1913)
- Hyles churkini - Saldaitis & Ivinskis, 2006
- Hyles chuvilini - Eitschberger, Danner & Surholt 1998
- Hyles costata - (von Nordmann 1851)
- (Hyles cretica) - Eitschberger, Danner & Surholt, 1998
- Hyles dahlii - (Geyer 1828)
- Hyles euphorbiae - (Linnaeus 1758)
- Hyles euphorbiarum - (Guerin-Meneville & Percheron 1835)
- Hyles gallii - (Rottemburg 1775)
- Hyles hippophaes - (Esper 1789)
- Hyles lineata - (Fabricius 1775)
- Hyles livornica - (Esper 1780)
- Hyles livornicoides - (Lucas 1892)
- Hyles malgassica - (Denso, 1944)
- Hyles nervosa - Rothschild & Jordan 1903
- Hyles nicaea - (von Prunner 1798)
- Hyles perkinsi - (Swezey 1920)
- Hyles renneri - Eitschberger, Danner & Surholt, 1998
- Hyles robertsi - (Butler 1880)
  - Hyles robertsi elisabethae - Ebert, 1996
  - Hyles robertsi peplidis - (Christoph, 1894)
- Hyles salangensis - (Ebert 1969)
- Hyles sammuti - Eitschberger, Danner & Surholt 1998
- Hyles siehei - (Pungeler 1903)
  - Hyles siehei svetlana - Shovkoon, 2010
- Hyles stroehlei - Eitschberger, Danner & Surholt 1998
- Hyles tithymali - (Boisduval 1834)
- Hyles vespertilio - (Esper 1780)
- Hyles wilsoni - (Rothschild 1894)
- Hyles zygophylli - (Ochsenheimer 1808)

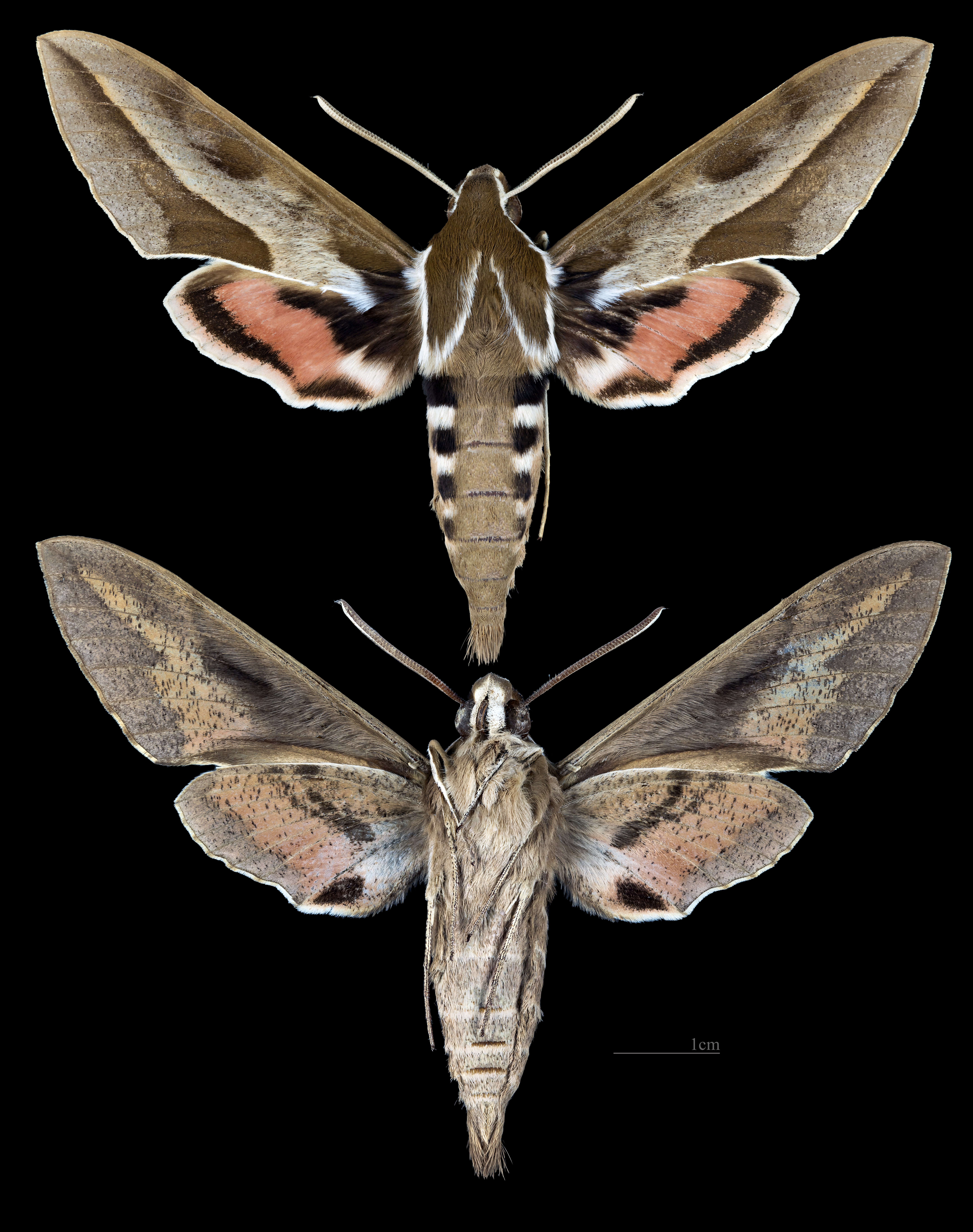
Hyles annei
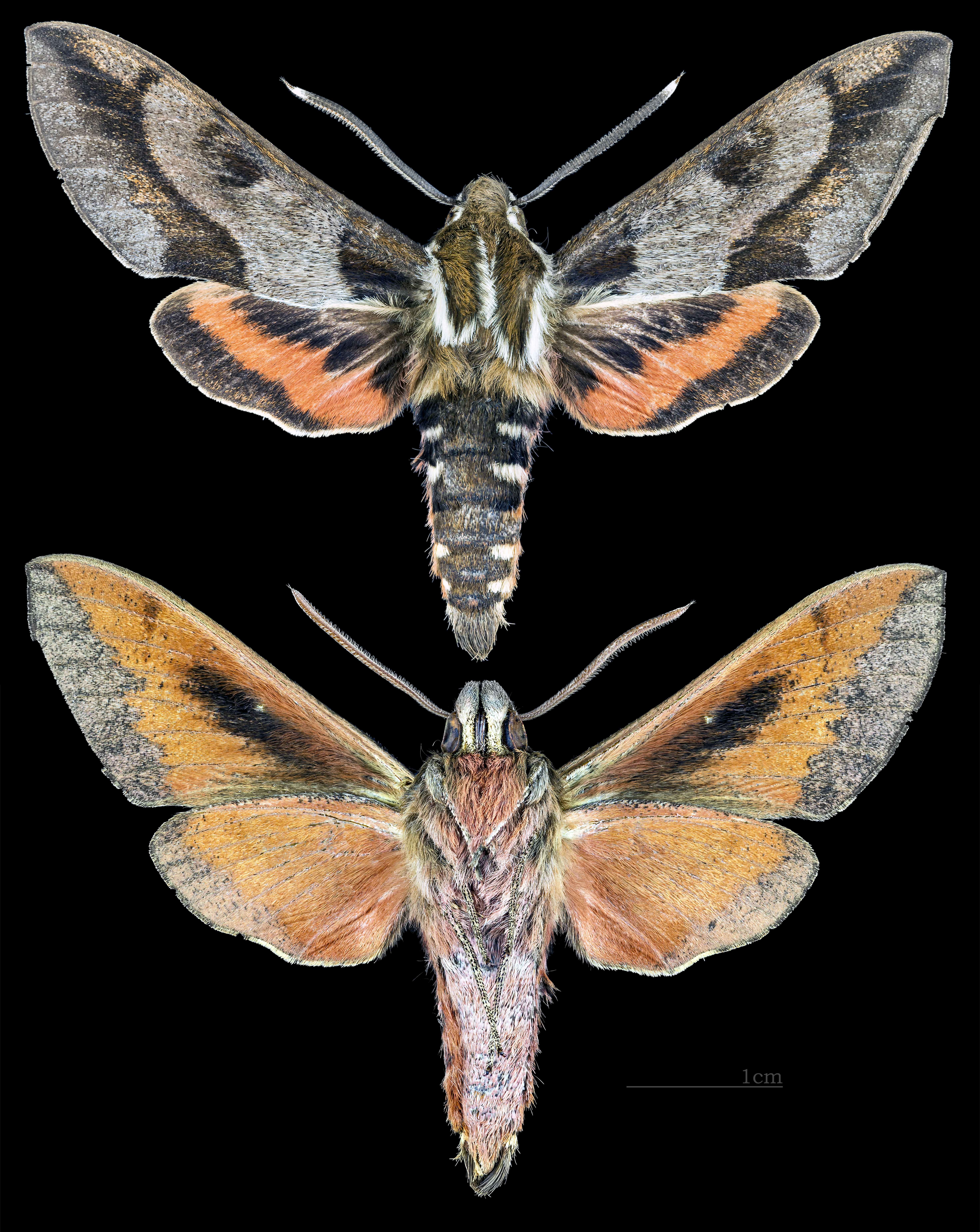
Hyles calida
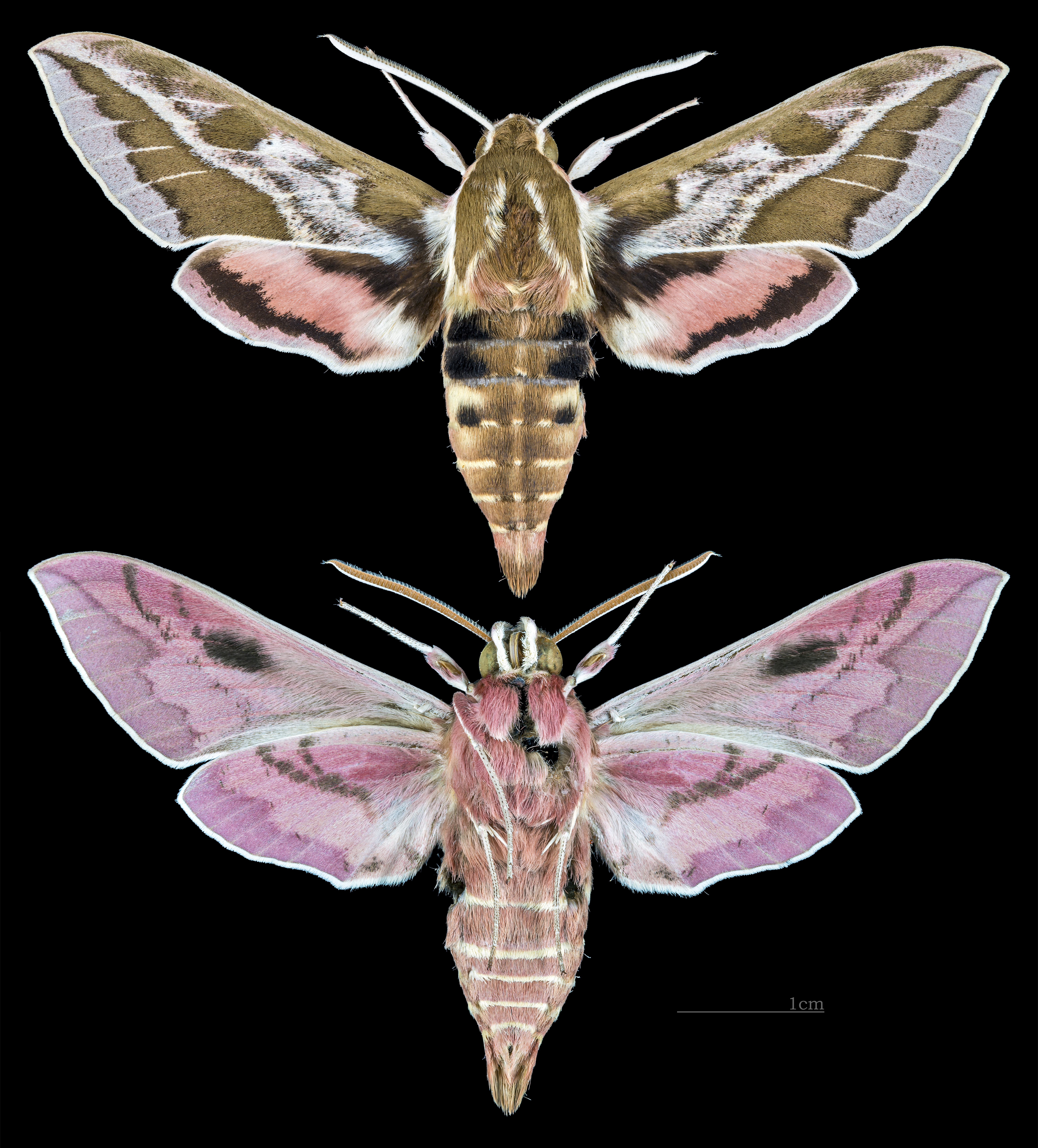
Hyles dahlii
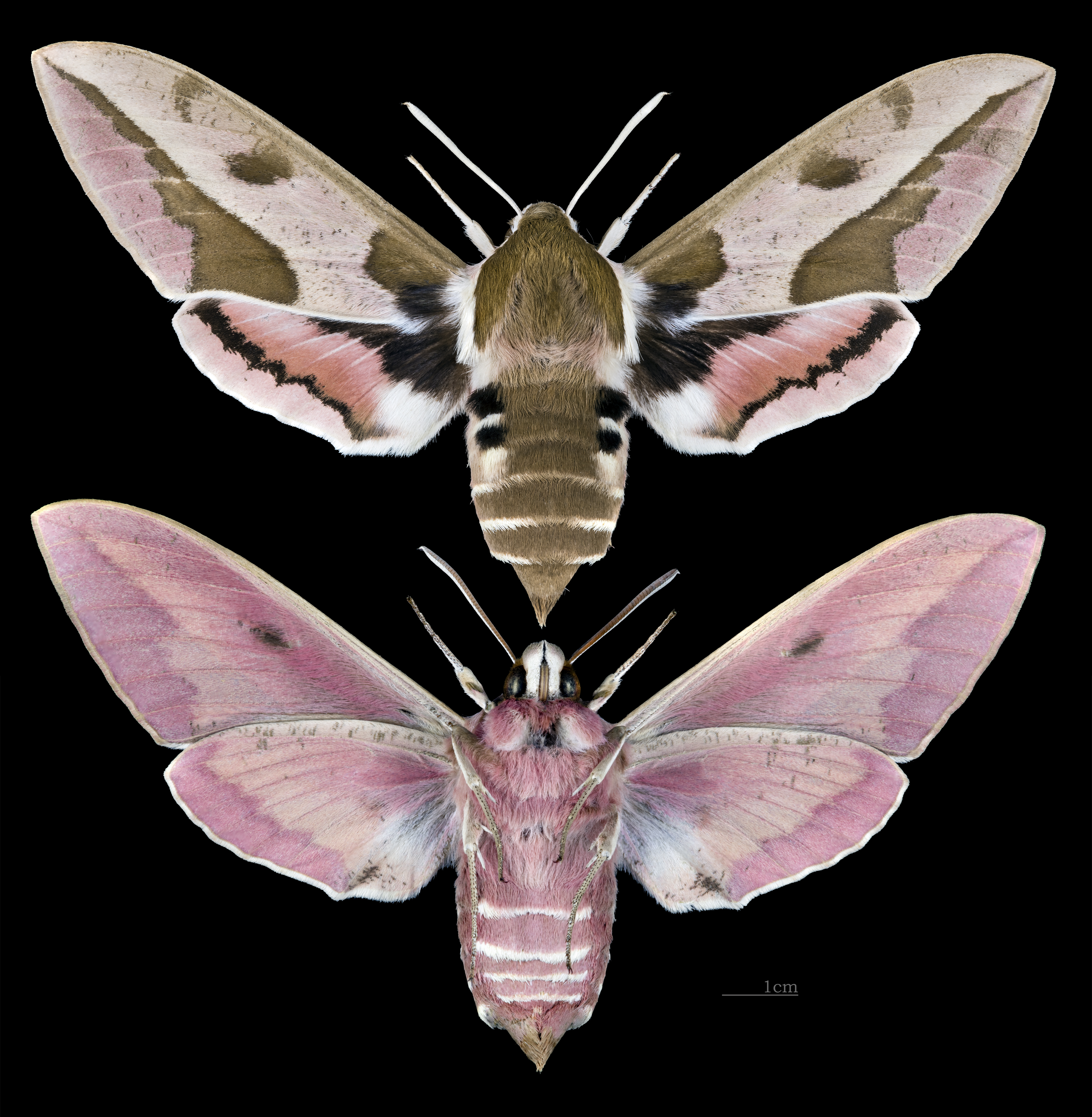
Hyles euphorbiae
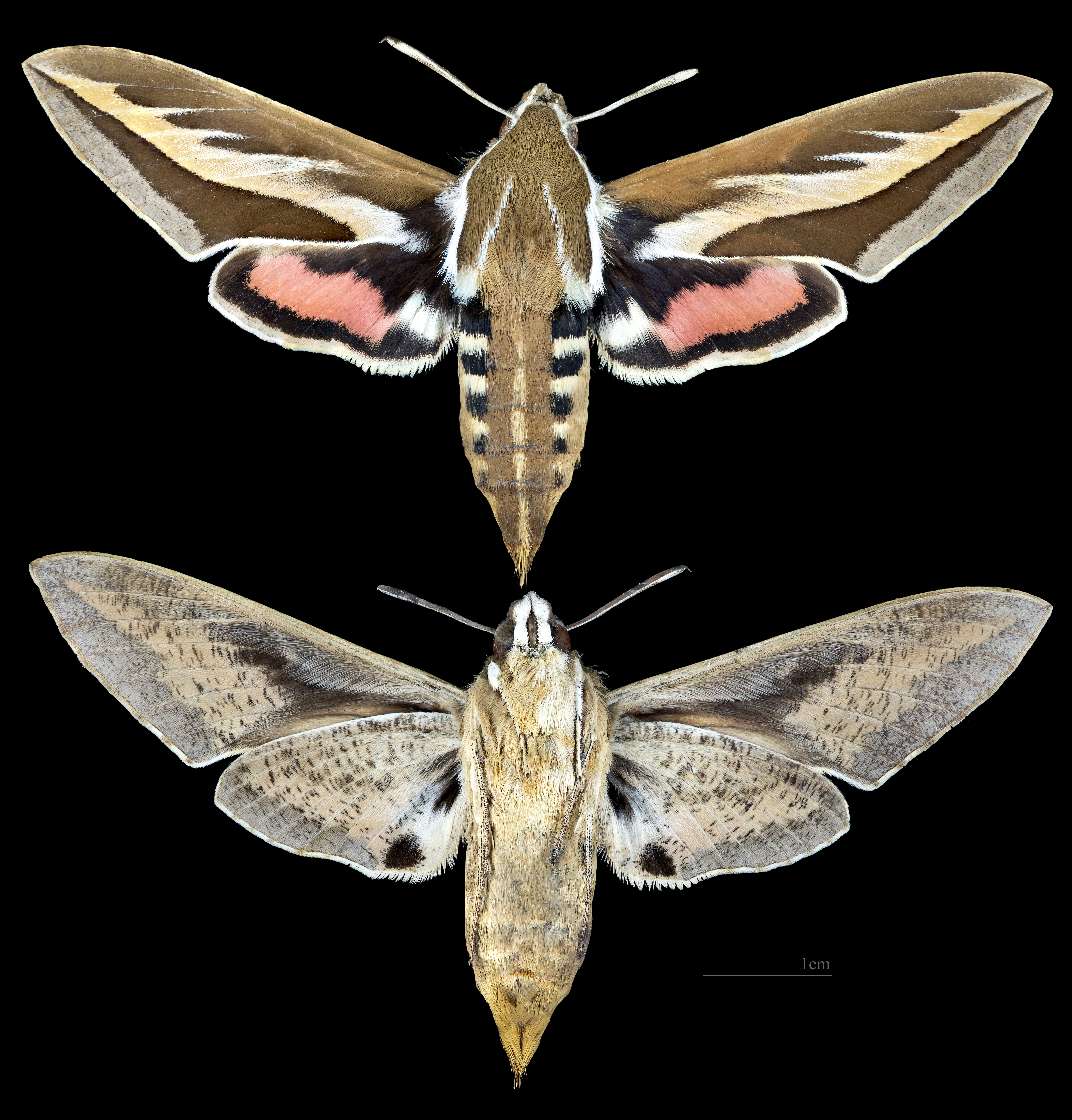
Hyles euphorbiarum
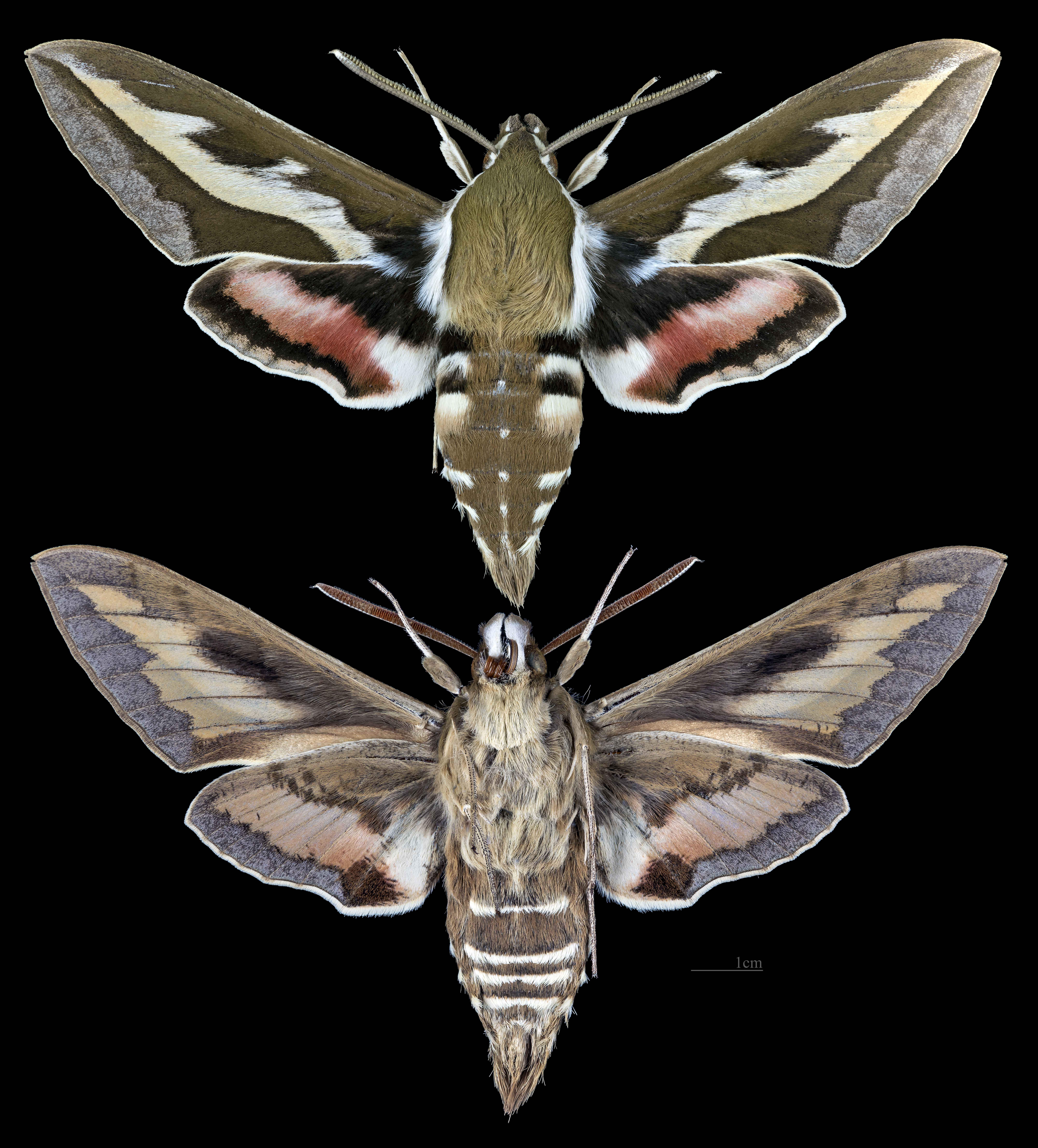
Hyles gallii
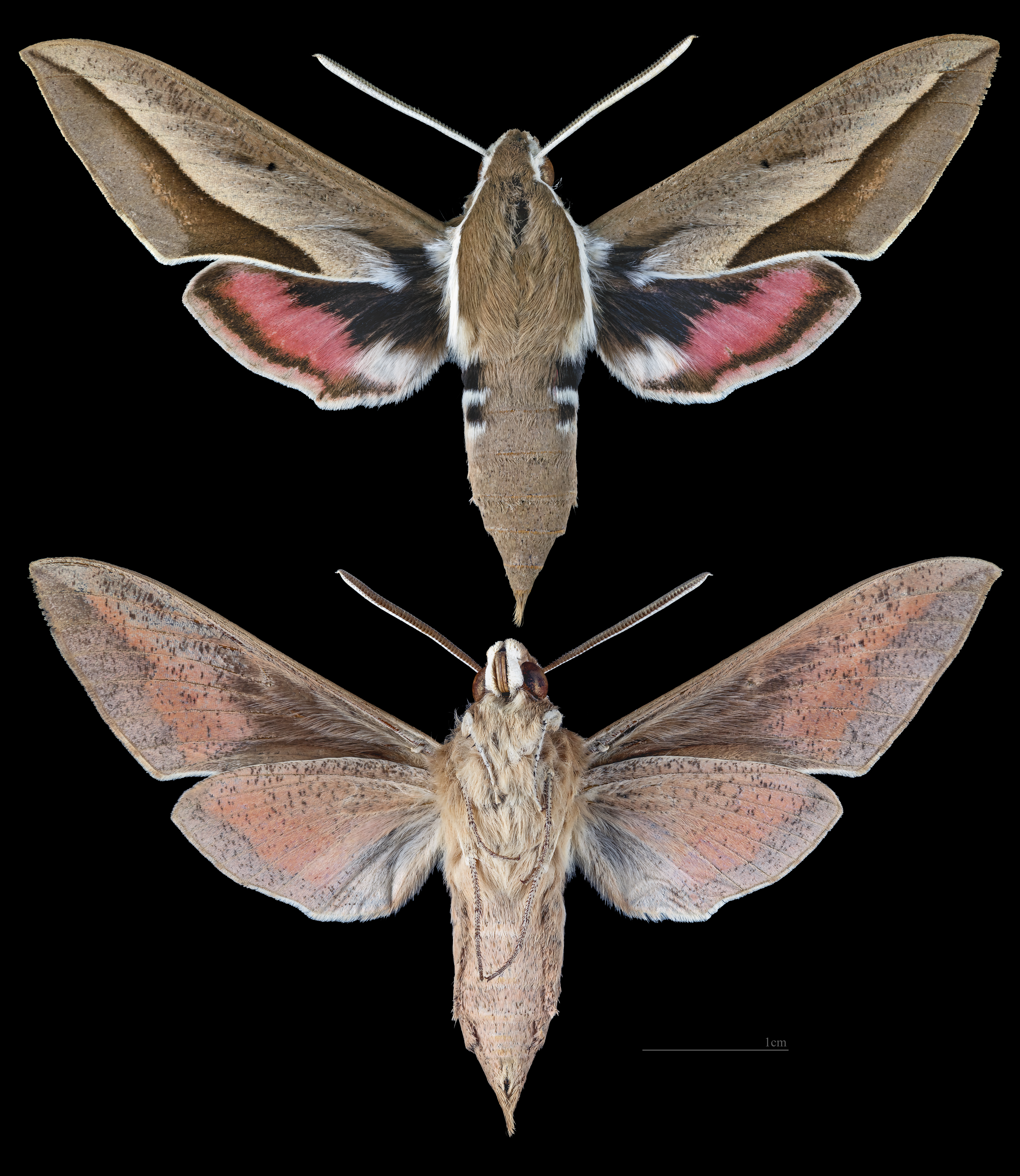
Hyles hippophaes
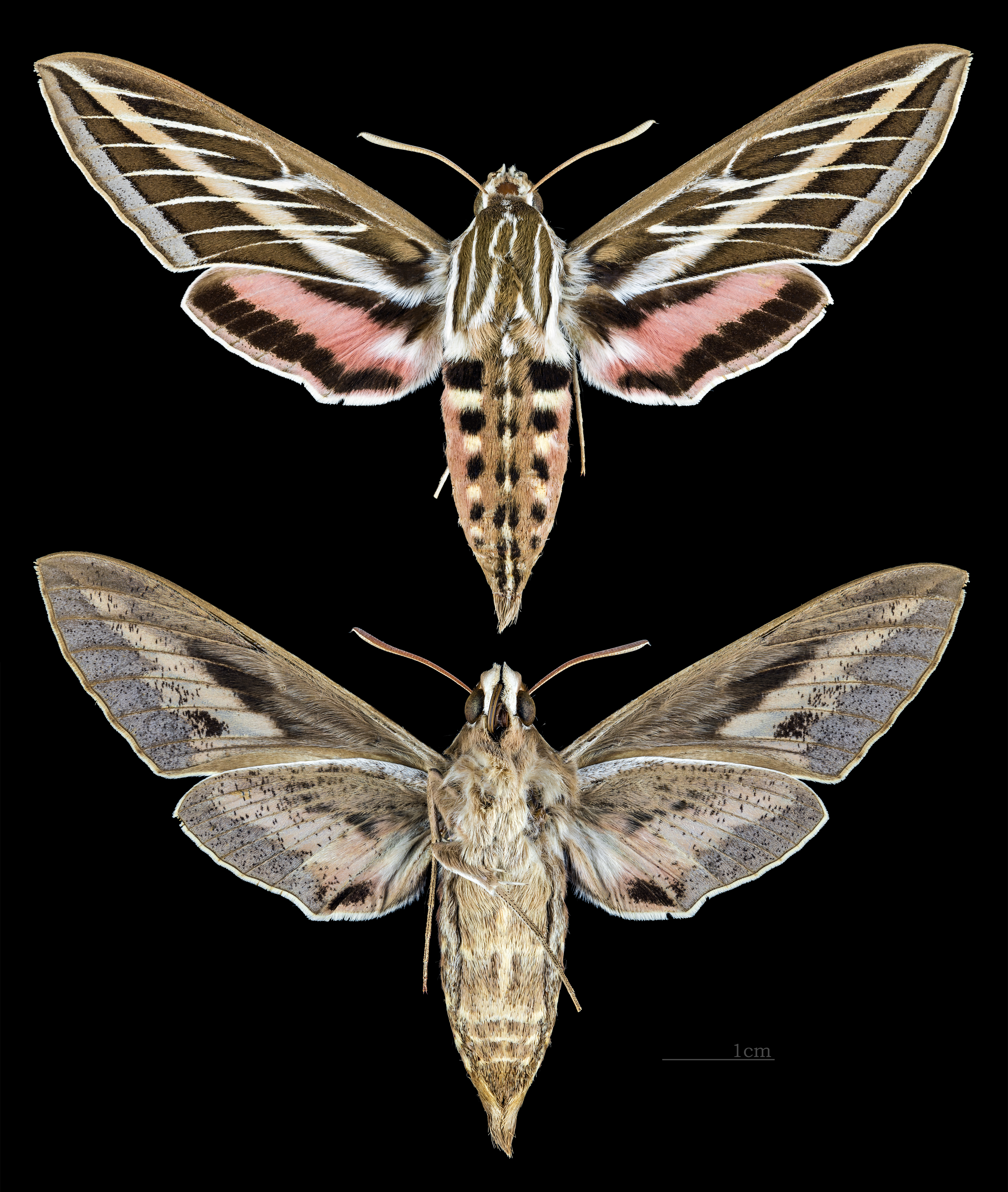
Hyles lineata
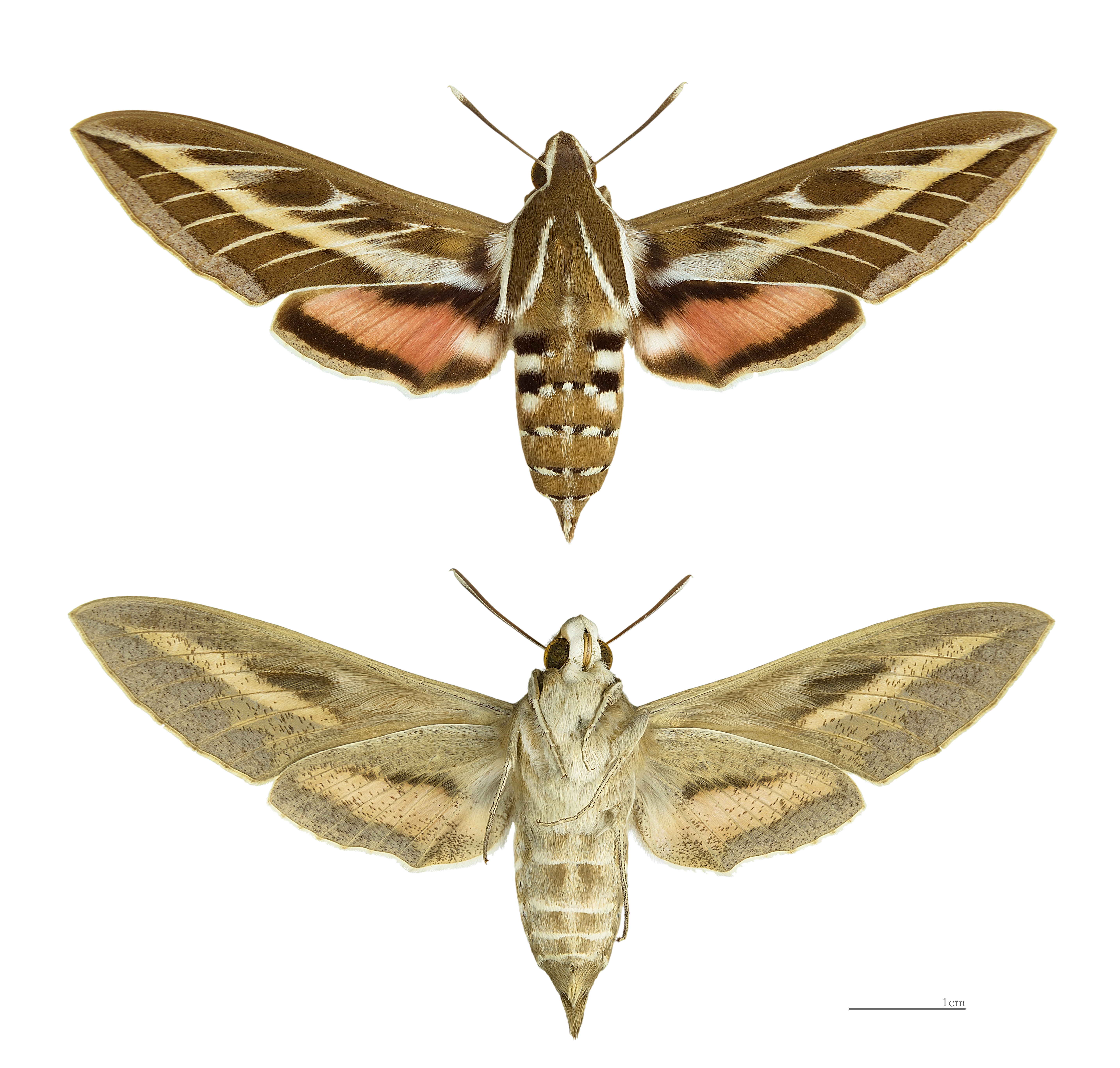
Hyles livornica
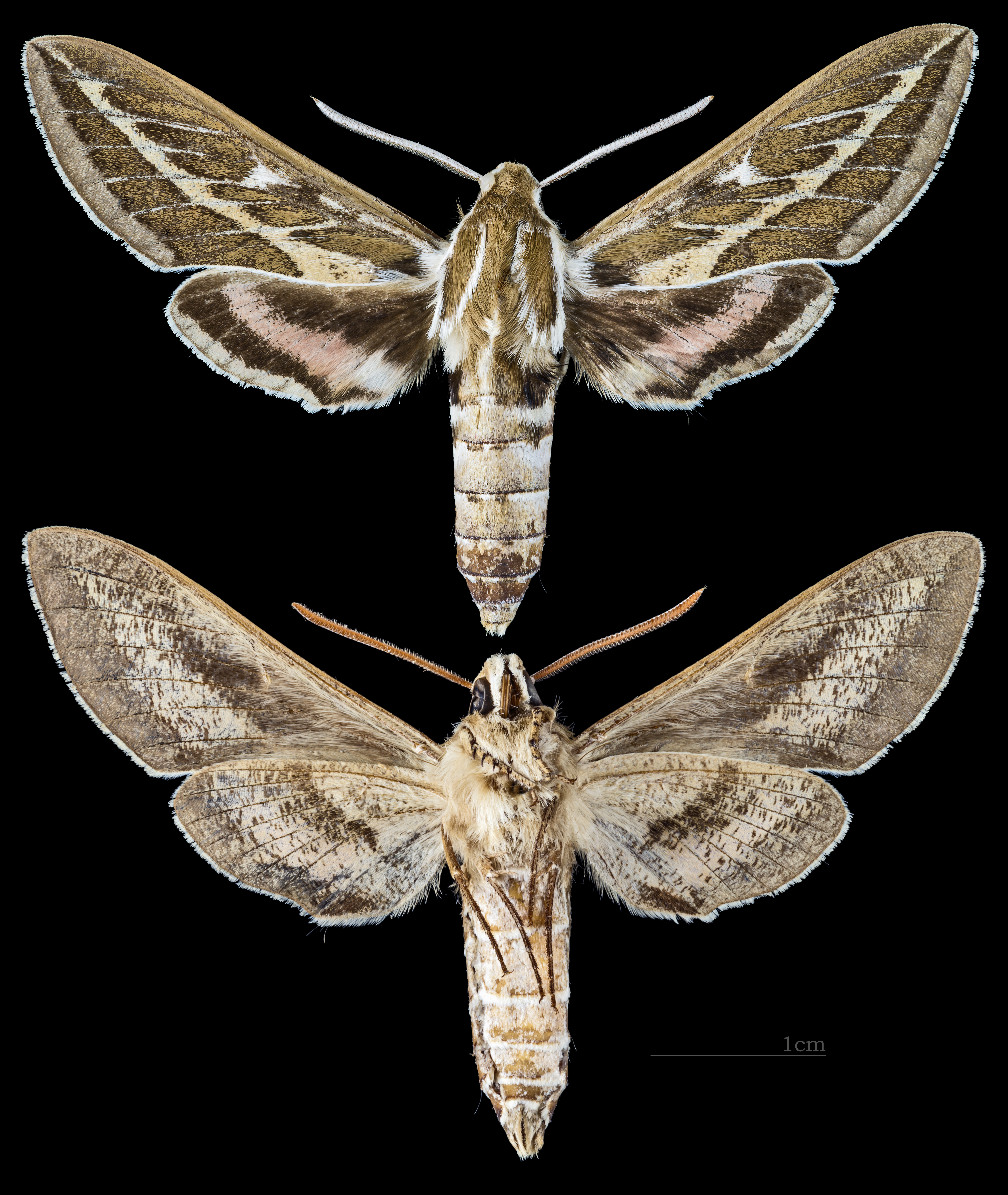
Hyles livornicoides
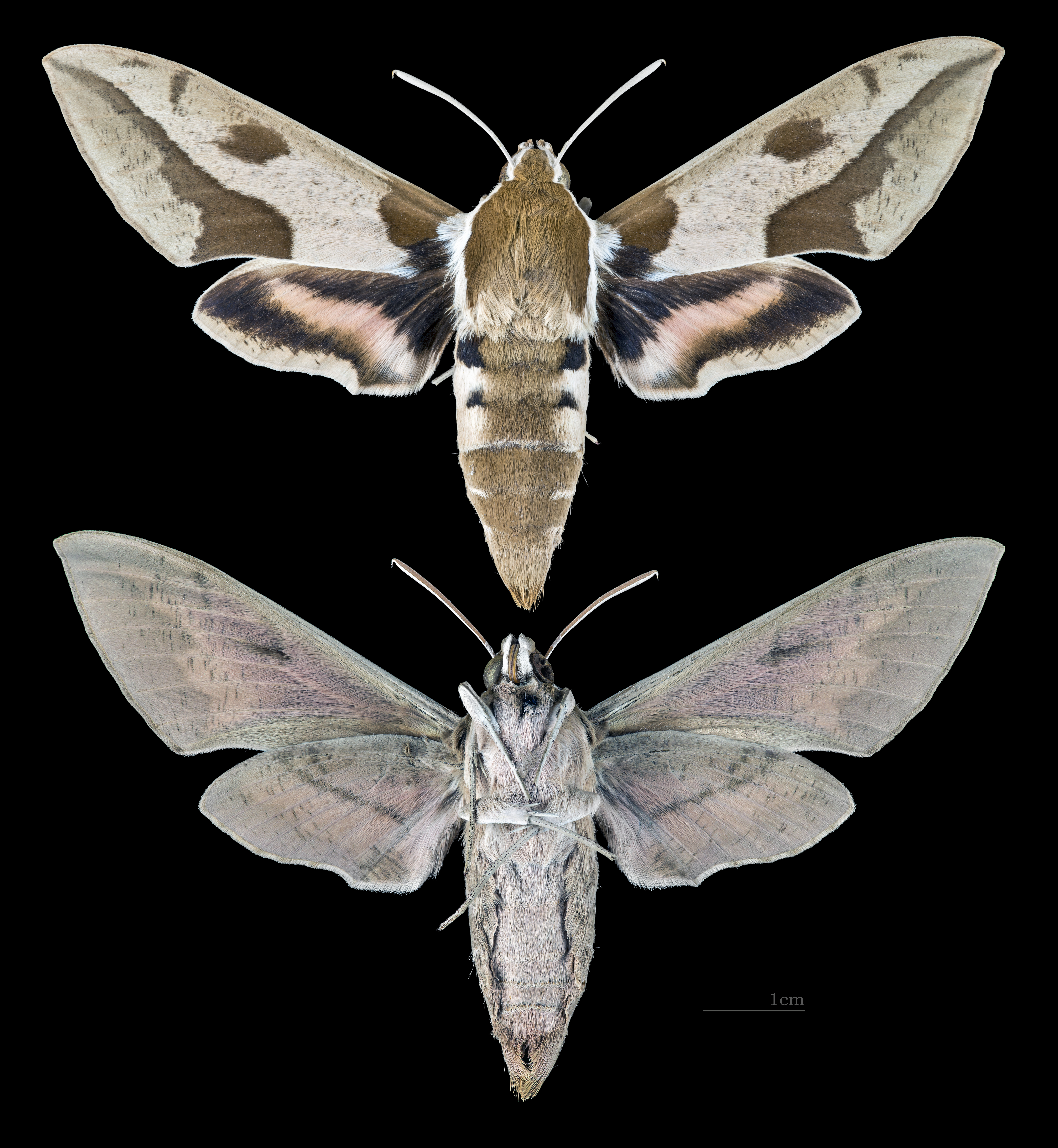
Hyles nicaea
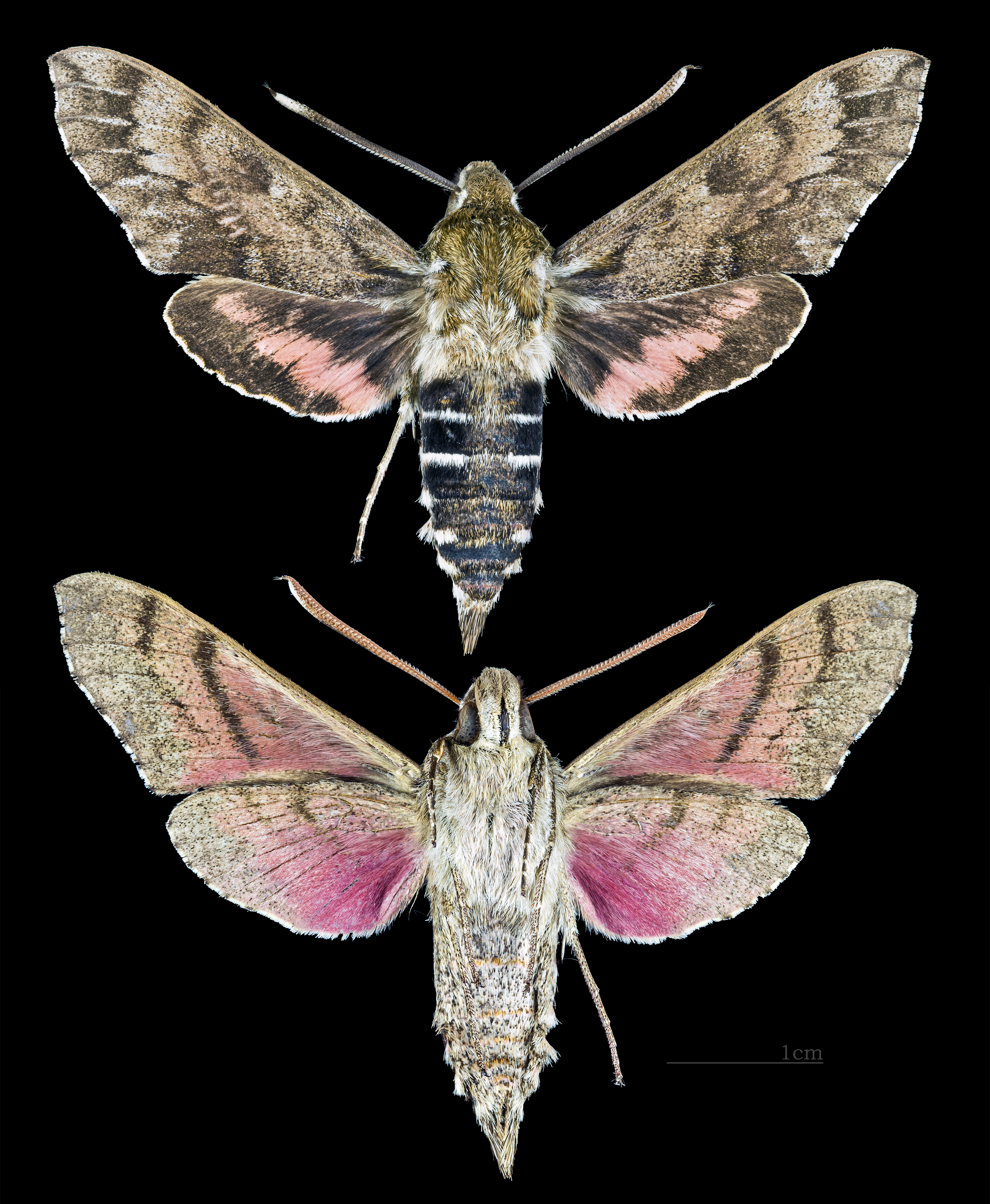
Hyles perkinsi
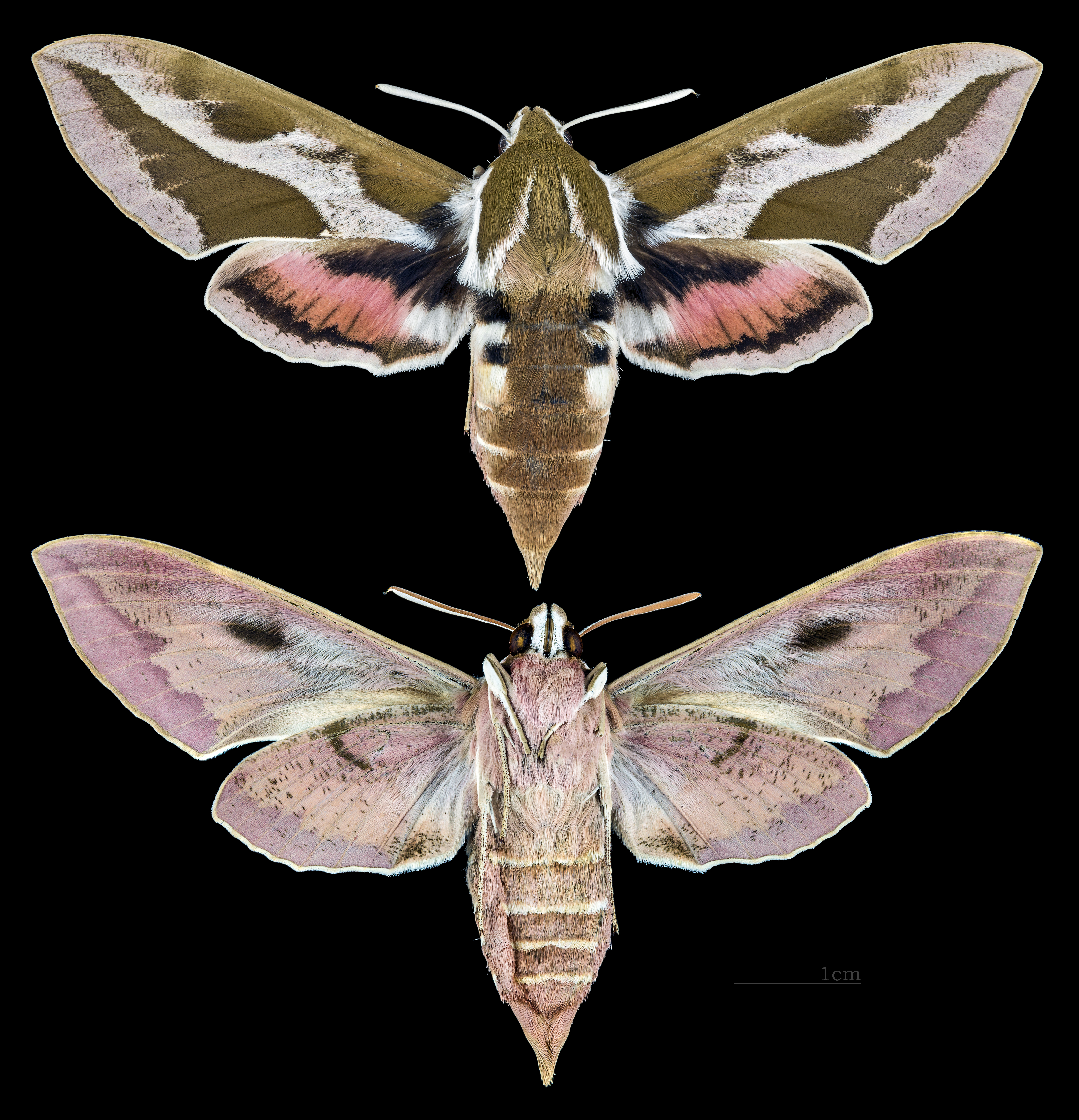
Hyles tithymali
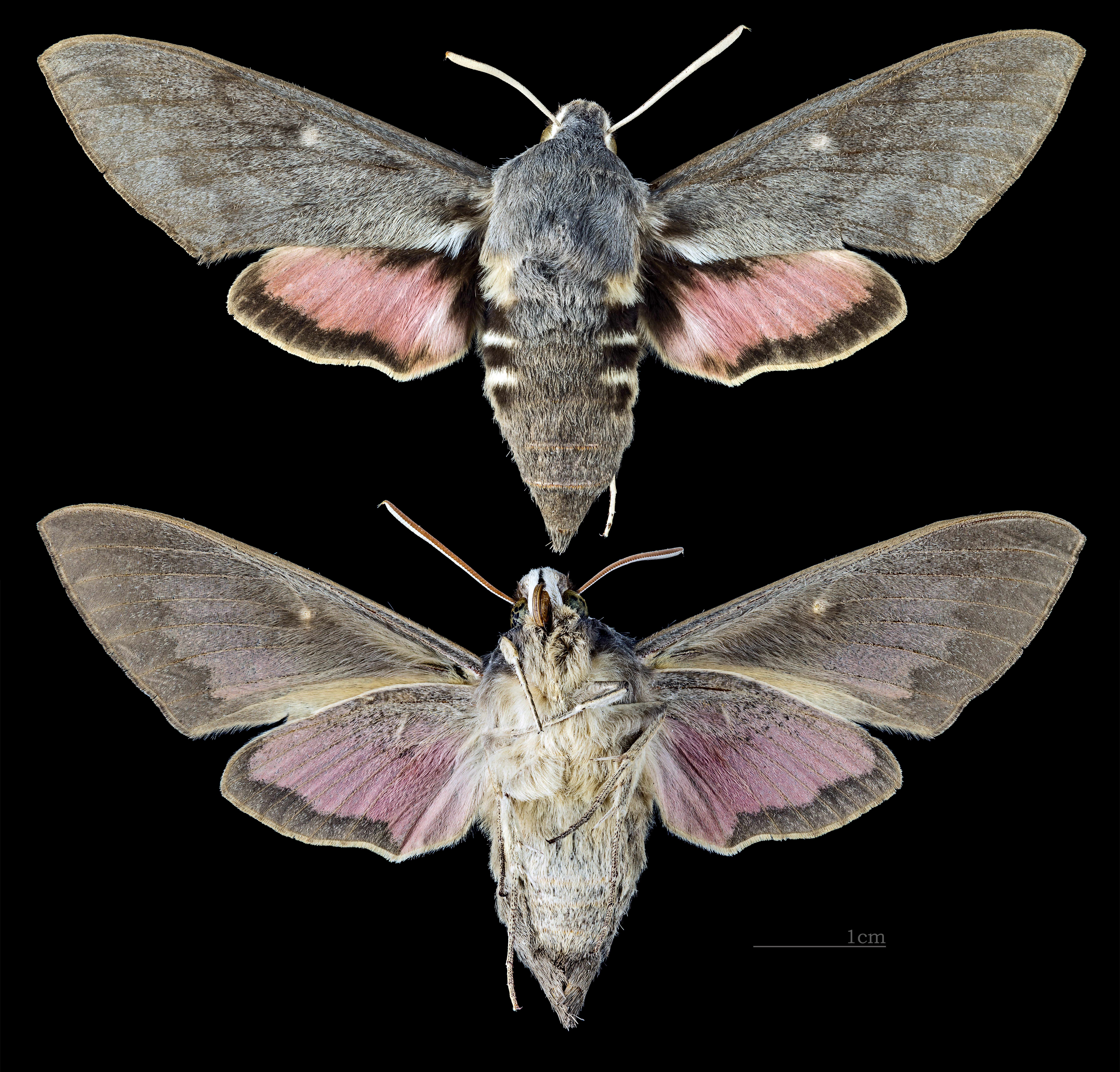
Hyles vespertilio